# خط النصائح الأخلاقية للصحفيين
خط النصائح الأخلاقية للصحفيين خدمة توفر المساعدة المجانية للصحفيين المحترفين الذين يصارعون القرارات الأخلاقية أثناء تغطية الأخبار. والبرنامج مدعوم من خلال نادي شيكاغو هيدلاين (Chicago Headline Club) (وهو أكبر فرع لجمعية الصحفيين المحترفين)، ومؤسسة نادي شيكاغو هيدلاين ومؤسسة هوارد وأورسولا دوبين (Howard and Ursula Dubin Foundation).

## معلومات تاريخية
تم البدء في العمل باستخدام خط النصائح الأخلاقية للصحفيين في الثاني من يناير، عام 2001 على يد كاسي بوكرو وديفيد أوزار، وهما المديران المشتركان له. وقد تعامل مع ما يزيد على 1000 حالة منذ ذلك الحين. ويتم الرد على الاستفسارات من خلال فريق عمل متطوع مدرب على أخلاقيات الصحافة. وتشتمل قائمة القائمين على الرد على أعضاء في جمعية الأخلاقيات العملية والاحترافية. وهي مدعومة من خلال الصحفيين القدامى. كما يمكن كذلك الاتصال بخط النصائح من خلال موقع الويب الخاص به عبر الارتباط ethicsadvicelineforjournalists.org. at. ويكون أعضاء فريق العمل على استعداد للاتصال لمدة أسبوع في المرة. حيث يقومون بمراجعة ردودهم مع أعضاء من نادي شيكاغو هيدلين، الذي يعد بمثابة فرع جمعية الصحفيين الاحترافيين في شيكاغو. ويهدف البرنامج إلى مساعدة المتصلين على التفكير في الموقع وتقرير مسار نهائي للإجراءات بأنفسهم. وبالإضافة إلى مساعدة الصحفيين، يهدف البرنامج كذلك إلى اكتشاف المناطق التي يعاني فيها الصحفيون من أكبر قدر من المشكلات الأخلاقية. كما يمكن كذلك الاتصال بخط النصائح من خلال موقع الويب الخاص به عبر الارتباط ethicsadvicelineforjournalists.org.

## النظام
خط النصائح الأخلاقية عبارة عن نظام يسمح للمتصلين بترك رسالة في أي وقت. كما يمكن أن يقوموا كذلك بترك رسالة استفسار عبر الإنترنت، ويتم الرد عليها بعد ذلك عبر الهاتف. ولا يتاح هذا البرنامج إلا للصحفيين المحترفين. والهدف الرسمي من البرنامج هو مساعدة الصحفيين على اتخاذ القرارات الأخلاقية التي تتسم بما يلي:
1. مبنية على معلومات جيدة من خلال المعايير المتاحة للمارسات الصحفية الاحترافية، خصوصًا مدونة أخلاقيات جمعية الصحفيين المحترفين.
2. تضع في اعتبارها منظورات كل الأطراف المشاركين في الموقف،
3. تطبق طريقة تفكير أخلاقية واضحة وتتسم بالعناية من أجل الوصول إلى قرار[4]